# Пойдём!
«Пойдём!» — российский коммерческий банк. Головной офис расположен в Москве. Банк специализируется на потребительском кредитовании и индивидуальном финансовом консультировании.

## История
Кредитная организация создана в Новосибирске по решению общего собрания учредителей 18 июня 1993 года и зарегистрирована в Банке России 19 октября 1993 года. Лицензию № 2534 Центрального банка России созданный банк получил 19 октября 1993 года с наименованием акционерное общество открытого типа "Акционерный коммерческий банк «Галс-банк».
15 декабря 1999 года по решению общего собрания акционеров банка он сменил название и стал называться ОАО «Инвестиционный Городской Банк».
В декабре 2009 года «Инвестиционный Городской Банк» вошел в состав финансовой группы «Лайф», переформатировала приобретённый актив к работе в сфере потребительского кредитования: был ликвидирован корпоративный бизнес, к 13 банковским отделениям были присоединены 80 офисов "Лайф" Пробизнесбанка. особенность нового банка стало отсутствие скоринговой системы заёмщиков, решения о выдаче кредитов принимал персонал, чья зарплата была основана на проценте от операционного дохода.  
31 декабря 2010 года Банк России принял решение о переименовании ОАО «Инвестиционный Городской Банк» в ОАО «Коммерческий банк „Пойдём!“». 
В августе 2015 года в «Пойдём!,» как и в другие банки группы «Лайф», была введена временная администрация, их санацией занялся банк «Российский капитал».
К 2017 году 75% акций банка принадлежало топ-менеджменту «Российского капитала», 25% — «Совкомбанку».
В феврале 2017 года банком была создана одноимённая микрофинансовая организация, запуск которой планировался летом этого года. Сфера интересов — займы до зарплаты (максимум в 30 дней) и короткие ссуды до пяти месяцев, а также рефинансирование займов других МФО.

### Показатели деятельности
По данным центра экономических исследований «РИА-Аналитика» на 1 января 2012 года активы ОАО КБ «Пойдём!» составили 12,61 млрд руб. С этим показателем он занимает 211 место в рейтинге среди 965 банков России.
На 1 апреля 2017 года банк занимал 193-е место по активам. Имеет более 150 отделений в 33 регионах России.
Рейтинговое агентство АКРА в 2018 присвоило банку рейтинговую оценку BB(RU) со стабильным прогнозом. В 2019 рейтинг был повышен до BB+(RU) и ежегодно подтверждается (2020-2024).